# 長安 (選區)
長安（英語：Cheung On，代號：S31，前稱：青衣長安），是香港葵青區議會下轄的其中一個選區，1991年設立，2023年取消，末任區議員為葵青區議會副主席兼葵青傳承成員張文龍。

## 範圍
選區位於青衣北部，包括長安邨第一期（安海、安洋、安江及安濤樓）及第二期（安潤及安清樓），與其相連的選區有發泰、瀝源、安灝、偉盈、長亨，投票站設於中華傳道會呂明才小學。

## 沿革
長安選區於1991年區議會選舉中成立，當時稱為青衣長安選區，包括兩期的長安邨，由代表青衣關注組的趙華勝當選；1993年港督彭定康推行政改方案改革區議會，取消所有委任議席及雙議席選區，全面實行單議席單票制，並改由選區分界及選舉事務委員會制定，區議會選區數目亦隨人口變動而大幅增加，青衣長安連同青衣北兩個單議席選區分拆為雅安選區、發泰選區及現時的長安選區。
1994年區議會選舉，改投時任當區立法局議員李永達陣營，但並未加入民主黨而報稱獨立的趙華勝大比數得票多於由青衣關注組及民協提名，並獲民協在葵青區兩大實力人士丁衍華及梁廣昌聯名推薦的郭惠玲而連任；1999年區議會選舉，趙再以七成半得票而連任，後來趙華勝被廉政公署指控造假帳而入獄。因此民主派於2003年區議會選舉改派民主黨成員，跟隨趙氏工作多年的劉碧堅參選，民主建港聯盟黃錦輝自上次區選落敗之後，並沒有在下大窩口選區繼續“服務市民”，而轉戰位於青衣的長安選區參選。有人認為，他可能看中了劉碧堅與趙華勝的恩怨情仇，企圖籍參選而坐收漁人之利。而黃錦輝此舉，亦在建制陣營中備受批評。
選前一周在獄服刑的趙華勝向長安居民發信，他在信中說「奸人堅」跟隨他多年，在協助他處理區議會事務時，把一些偽造單據給他簽署，然後向區議會申領撥款。趙華勝說「奸人堅」向廉政公署舉報和在法庭上指證他造假帳，導致他入獄，而「奸人堅」目前正在長安選區參選。趙華勝呼籲選民投票支持劉碧堅的對手黃錦輝。劉碧堅向選民派發單張，指法庭是在毫無疑點下判趙華勝有罪，趙對他的指控是無中生有。而黃錦輝亦向選舉事務處申報，並沒有授權趙華勝在信中為他間接拉票。黃錦輝表示，在1997年獲委任為葵青區議員，與當時仍然是區議員的趙華勝有接觸，趙呼籲選民投票給他，可能是認同民建聯真誠實幹的競選口號。結果黃錦輝在長安選區的得票比他在下大窩口選區的得票更少，得1,642票。而劉碧堅則以1,942票獲勝。
2007年區議會選舉，上屆選舉於翠怡選區連任失敗的民建聯成員羅競成轉到本區參選，而民主黨時任議員劉碧堅則爭取連任，由於本身居於該區的劉碧堅身兼長安邨業主立案法團司庫，但長安邨成為租置邨由法團取代房屋署作為管理機構後，邨內衍生不少保安、清潔、維修問題，法團帳目混亂更使管理財政的劉碧堅成為中矢之的，成為選舉黑函材料，最終羅競成以520票之差擊敗劉碧堅，重返區議會；2011年區議會選舉，羅更在無對手情況下自動當選連任，其後並獲選為當屆區議會副主席。
2015年區議會選舉，當時人口估算為13,832人，其中9,794位選民。議席由民建聯時任議員羅競成、青年新政成員黃俊傑及於上屆選舉於安灝選區落敗的民主黨成員何志偉爭奪，最終羅競成取得2,359票成功當選連任。由於上屆區議會主席方平沒有競逐連任，使羅競成在建制派支持下接任區議會主席一職。
2019年區議會選舉，今屆有3人競逐，分別是爭取連任的羅競成、代表民主派出選的張文龍和張慧晶的助理唐亦駿。結果民建聯羅競成以728票之差，不敵民主動力推薦的張文龍，再次競逐連任失敗。民主派亦重奪此區失落12年的議席，基於民主派以較多議席主導葵青區議會，2020年張文龍當選該屆葵青區議會副主席。2021年7月13日，因應政府計劃追討協助民主派初選區議員的酬金津貼傳聞所帶動的區議員辭職潮中，張氏辭去區議員職務。2021年7月16日，政府憲報宣佈本區議席出缺。

## 歷屆議員
| 選區名稱 | 屆別                  | 議員   | 政治聯繫 | 政治聯繫   |
| -------- | --------------------- | ------ | -------- | ---------- |
| 青衣長安 | 1991年－1994年        | 趙華勝 |          | 青衣關注組 |
| 長安     | 1994年－1999年        | 趙華勝 |          | 無黨籍     |
| 長安     | 2000年－2003年        | 趙華勝 |          | 無黨籍     |
| 長安     | 2004年－2007年        | 劉碧堅 |          | 民主黨     |
| 長安     | 2008年－2011年        | 羅競成 |          | 民建聯     |
| 長安     | 2012年－2015年        | 羅競成 |          | 民建聯     |
| 長安     | 2016年－2019年        | 羅競成 |          | 民建聯     |
| 長安     | 2020年－2021年7月19日 | 張文龍 |          | 葵青傳承   |
| 長安     | 2021年7月20日－2023年 | 懸空   | 懸空     | 懸空       |

## 歷屆選舉結果
| 政党   | 政党     | 候选人    | 票数  | %     | ±      |
| ------ | -------- | --------- | ----- | ----- | ------ |
|        | 葵青傳承 | ①. 張文龍 | 3,711 | 53.14 | ／     |
|        | 無黨派   | ②. 唐亦駿 | 289   | 4.14  | ／     |
|        | 民建聯   | ③. 羅競成 | 2,983 | 42.72 | -11.14 |
| 多数票 | 多数票   | 多数票    | 728   | 10.43 | ／     |

| 政党   | 政党     | 候选人    | 票数  | %     | ±     |
| ------ | -------- | --------- | ----- | ----- | ----- |
|        | 民建聯   | ①. 羅競成 | 2,359 | 53.86 | -3.03 |
|        | 青年新政 | ②. 黃俊傑 | 1,467 | 33.49 | ／    |
|        | 民主黨   | ③. 何志偉 | 554   | 12.65 | ／    |
| 多数票 | 多数票   | 多数票    | 892   | 20.37 | ／    |

| 政党   | 政党   | 候选人 | 票数     | %        | ±  |
| ------ | ------ | ------ | -------- | -------- | -- |
|        | 民建聯 | 羅競成 | 自動當選 | 自動當選 | ／ |
| 多数票 | 多数票 | 多数票 | ／       | ／       | ／ |

| 政党   | 政党   | 候选人    | 票数  | %     | ±      |
| ------ | ------ | --------- | ----- | ----- | ------ |
|        | 民主黨 | ①. 劉碧堅 | 1,627 | 43.11 | -11.08 |
|        | 民建聯 | ②. 羅競成 | 2,147 | 56.89 | ／     |
| 多数票 | 多数票 | 多数票    | 520   | 13.78 | ／     |

| 政党   | 政党   | 候选人    | 票数  | %     | ±  |
| ------ | ------ | --------- | ----- | ----- | -- |
|        | 民建聯 | ①. 黃錦輝 | 1,642 | 45.81 | ／ |
|        | 民主黨 | ②. 劉碧堅 | 1,942 | 54.19 | ／ |
| 多数票 | 多数票 | 多数票    | 300   | 8.38  | ／ |

| 政党   | 政党   | 候选人    | 票数  | %     | ±     |
| ------ | ------ | --------- | ----- | ----- | ----- |
|        | 无党籍 | ①. 趙華勝 | 2,272 | 70.38 | -3.69 |
|        | 无党籍 | ②. 梁家全 | 956   | 29.62 | ／    |
| 多数票 | 多数票 | 多数票    | 1,316 | 40.76 | ／    |

| 政党   | 政党             | 候选人 | 票数  | %     | ±     |
| ------ | ---------------- | ------ | ----- | ----- | ----- |
|        | 无党籍           | 趙華勝 | 1,942 | 74.07 | +0.08 |
|        | 青衣關注組/ 民協 | 郭惠玲 | 680   | 25.93 | ／    |
| 多数票 | 多数票           | 多数票 | 1,262 | 48.14 | ／    |

| 政党   | 政党       | 候选人 | 票数  | %     | ±  |
| ------ | ---------- | ------ | ----- | ----- | -- |
|        | 青衣關注組 | 趙華勝 | 2,196 | 73.99 | ／ |
|        | 自民聯     | 葉秀珍 | 772   | 26.01 | ／ |
| 多数票 | 多数票     | 多数票 | 1,424 | 47.98 | ／ |